# Борго Тосиняно
Бо̀рго Тосиня̀но (на италиански: Borgo Tossignano, на местен диалект Borg Tosgnàn, Борг Тосънян) е малко градче и община в северна Италия, провинция Болоня, регион Емилия-Романя. Разположено е на 102 m надморска височина. Населението на общината е 3313 души (към 2011 г.).